# Демографија Босне и Херцеговине
Босна и Херцеговина је земља претежно насељена Србима, Бошњацима и Хрватима.

## Историјски контекст
Босна и Херцеговина је до доласка Турака била претежно насељена Србима (више) и Хрватима (мање). Када је Турска освојила тадашњу Краљевину Босну, хришћанско становништво је било у тешком положају. Због тога је убрзо почело прелажење на ислам. Ти хришћани су преци данашњих муслимана Бошњака. Данашња Република Српска је према пописима у Аустроугарској била највише насељена православцима, а мање мухамедовци који су тада били већина у неким дијеловима у источној Републици Српској. Сарајево је као котар било већински православно, али у самом граду су већина били мухамедовци. Западна Крајина је била насељена православцима. Католици су насељавали подручја западне Херцеговине, неке дијелове средње Босне и Посавине. Мухамедовци су били већина у градовима са доста становника, у подручјима око Тузле и у средњој Босни.
Босна и Херцеговина по попису из 2013. године има око 3.531.159 становника. Босна и Херцеговина захвата површину од око 51.200 km².

## Пописи становништва кроз историју
| Година пописа | Укупно становника | Православни      | муслимани       | Римокатолици   | Јевреји      | Остали                       |
| ------------- | ----------------- | ---------------- | --------------- | -------------- | ------------ | ---------------------------- |
| 1879.         | 1.158.440         | 496.761 42,88%   | 448.613 38,73%  | 209.391 18,08% | /            | 3.675 0,31%                  |
| 1885.         | 1.336.091         | 571.250 42,76%   | 492.710 38,88%  | 265.788 19,89% | /            | 6.343 0,47%                  |
| 1895.         | 1.568.092         | 673.246 42,93%   | 548.632 34,99%  | 334.142 21,31% | /            | 12.072 0,77%                 |
| 1910.         | 1.898.044         | 825.418 43,49%   | 612.137 32,25%  | 434.061 22,87% | /            | 26.428 1,39%                 |
| 1921.         | 1.890.440         | 829.360 43,87%   | 588.173 31,11%  | 444.309 23,50% | 12.031 0,64% | 538 + 94 без конфесије 0,04% |
| 1931.         | 2.323.555         | 1.028.139 44,25% | 718.079 30.90%  | 547.949 23,58% | 11.267 0,49% | 18.121 0,78                  |
| 1948.         | 2.565.277         | 1.136.116 44,3%  | 788.403 30,7%   | 614.123 23,9%  | /            | 26.635 1,1%                  |
| 1953.         | 2.847.790         | 1.264.372 44,4%  | 891.800 31,3%   | 654.229 23,0%  | /            | 37.389 1,3%                  |
| 1961.         | 3.277.948         | 1.406.057 42,9%  | 842.248 25,7%   | 711.665 21,7%  | /            | 317.975 9,7%                 |
| 1971.         | 3.746.111         | 1.393.148 37,2%  | 1.482.430 39,6% | 772.491 20,6%  | /            | 98.042 2,6%                  |
| 1981.         | 4.124.256         | 1.320.738 32,0%  | 1.630.033 39,5% | 758.140 18,4%  | /            | 415.345 10,1%                |
| 1991.         | 4.377.033         | 1.366.104 31,2%  | 1.902.956 43,5% | 760.852 17,4%  | /            | 347.121 7,9%                 |
| 2013.         | 3.531.159         | 1.086.733 30,8%  | 1.769.592 50,1% | 544.780 15,2%  | /            | 130.054 3,7%                 |

### Попис1948. године
Укупно становника: 2.565.277
Етнички састав:
- Срби: 1.136.116 (44,29%)
- неопредељени муслимани: 788.403 (30,73%)
- Хрвати: 614.123 (23,94%)
- Русини и Украјинци: 7.883
- Словенци: 4.338
- Црногорци: 3.094
- Чеси: 1.978
- Руси: 1.316
- Немци: 1.174
- Италијани: 964
- Албанци: 755
- Македонци: 675
- Мађари: 532
- Роми: 442
- Словаци:274
- Бугари: 94
- Турци: 80
- Румуни: 71
- Власи: 1
- остали и непознато: 2.964

напомена:
опредељени југословенски муслимани 97.286 (3.79%) према народности:
- Срби 71.991 (2.81%)
- Хрвати 25.295 (0.99%)
- непознат број Црногораца, Македонаца и Словенаца

Верски састав: (први резултати)
- православци: 1.067.728 (41.62%)
- муслимани: 890.094 (34.7%)
- католици: 580.970 (22.65%)

напомена:
Код верског састава у питању су први резултати пописа објављени јануара 1953. или раније, према којим је БиХ имала 2.565.283 становника, од којих се 71.125 муслимана изјаснило као Срби, а 24.914 као Хрвати (коначни резултати објављени су тек фебруара 1954. године). Међутим, како у попису није постављено питање о вероисповести (осим за муслимане), није јасно како је Српска академија наука дошло до података о православцима и католицима јер и простим одузимањем броја муслимана од укупног броја Срба и Хрвата не добијају се горе наведене бројке, нити додатним сабирањем народа који су традиционално православци и католици. Стога ове податке треба схватити приближно, који у сваком случају не могу бити нетачни за више од свега неколико стотина.

### Попис1953. године
Укупно становника: 2.847.790
Етнички састав:
- Срби: 1.264.372 (44,40%)
- неопредељени Југословени: 891.800 (31,32%) (од тога неопредељени муслимани: 860.486 (30.22%))
- Хрвати: 654.229 (22,97%)
- Русини и Украјинци: 7.473
- Црногорци: 7.336
- Словенци: 6.300
- Роми: 2.297
- Македонци: 1.884
- Чеси: 1.638
- Албанци: 1.578
- Пољаци: 1.161
- Мађари: 1.140
- Немци: 1.111
- Руси: 951
- Италијани: 909
- Турци: 435
- Словаци: 314
- Јевреји: 310
- Бугари: 108
- Румуни: 91
- Аустријанци: 87
- Грци: 26
- Власи: 2
- остали: 876
- непознато: 1.362

напомена:
опредељени југословенски муслимани 52.822 (1.85%) према народности:
- Срби 35.228 (1.24%)
- Хрвати 15.477 (0.54%)
- Црногорци 1.423 (0.05%)
- Македонци 589 (0.02%)
- Словенци 105 (0.003%)

Становништво према вероисповести:
- православна: 1.002.737 (35.21%)
- исламска: 917.720 (32.23%)
- римокатоличка: 601.489 (21.12%)
- протестантска: 983 (0.03%)
- мојсијева: 377 (0.01%)
- остале хришћанске: 7.830 (0.27%)
- остале нехришћанске: 27
- неопредељени, индиферентни, верују: 729 (0.03%)
- без вере: 310.469 (10.9%)
- без одговора и непознато: 5.429 (0.19%)

напомене:
неопредељени Југословени 891.800 (31.32%) према вероисповести:
- муслимани 860.486 (30.22%)
- римокатолици 494 (0.02%), православци 422 (0.01%), протестанти 31, остали хришћани 138 (0.005%)
- мојсијевци 109 (0.004%), остали нехришћани 1
- без вере 29.097 (1.02%)
- неопредељени, индиферентни, верују 140 (0.005%), без одговора и непознато 882 (0.03%)

Југословени без вере 307.946 (10.81%) према народности:
- Срби 225.291 (7.91%)
- Хрвати 45.677 (1.6%)
- неопредељени 29.097 (1.02%)
- Црногорци 4.744 (0.17%)
- Словенци 2.320 (0.08%)
- Македонци 817 (0.03%)

У број неопредељених Југословена урачунати су и регионално изјашњени.
Попис је показао пораст од око 27.500 верника исламске вероисповести и око 20.500 римокатоличке, док је код православних забележен пад од око 65.000 верника. Из табела се јасно види да је узрок паду православних верника велики пораст Срба атеиста (близу 8% укупне популације БиХ).

### Попис1961. године
Укупно становника: 3.277.948
- Срби: 1.406.057 (42,89%)
- Муслимани: 842.248 (25,69%)
- Хрвати: 711.665 (21,71%)
- Југословени: 275.883 (8,42%)
- Црногорци: 12.828
- Русини и Украјинци: 6.136
- Словенци: 5.939
- Албанци: 3.642
- Македонци: 2.391
- Турци: 1.812
- Мађари: 1.415
- Чеси: 1.083
- Руси: 934
- Пољаци: 801
- Италијани: 717
- Роми: 588
- Јевреји: 381
- Немци: 347
- Словаци: 272
- Бугари: 231
- Румуни: 113
- Грци: 77
- Аустријанци: 42
- Власи: 8
- остали: 453
- непознато: 1.885

- Етнички састав Босне и Херцеговине по насељима 1961. године
- Етнички састав БиХ по општинама 1961. године
- Етнички састав Босне и Херцеговине по општинама 1961. године
- Етнички састав Босне и Херцеговине по општинама 1961. године
- Удео Муслимана у Босни и Херцеговини по општинама 1961. године
- Удео Срба у Босни и Херцеговини по општинама 1961. године
- Удео Хрвата у Босни и Херцеговини по општинама 1961. године

- Етнички састав Сарајева по насељима 1961. године
- Удео Срба у Сарајеву по насељима 1961. године
- Етнички састав Брчког по насељима 1961. године
- Етнички састав Брчког по насељима 1961. године
- Удео Хрвата у Брчком по насељима 1961. године
- Удео Срба у Брчком по насељима 1961. године
- Удео Муслимана у Брчком по насељима 1961. године

### Попис1971. године
Укупно становника: 3.746.111
- Муслимани: 1.482.430 (39,57%)
- Срби: 1.393.148 (37,20%)
- Хрвати: 772.491 (20,62%)
- Југословени: 43.796 (1,17%)
- Црногорци: 13.021 (0,35%)
- Украјинци: 5.333 (0,14%)
- Словенци: 4.053
- Албанци: 3.764
- Македонци: 1.773
- Роми: 1.456
- Мађари: 1.262
- Чеси: 871
- Пољаци: 757
- Јевреји: 708
- Италијани: 673
- Руси: 507
- Турци: 477
- Немци: 300
- Бугари: 284
- Словаци: 279
- Румуни: 189
- Русини: 141
- Власи: 52
- Грци: 48
- Аустријанци: 44
- остали: 174
- неизјашњени: 8.482
- непознато: 9.598

- Етнички састав Босне и Херцеговине по насељима 1971. године
- Етнички састав Босне и Херцеговине по општинама 1971. године
- Етнички састав Босне и Херцеговине по општинама 1971. године
- Удео Муслимана у Босни и Херцеговини по општинама 1971. године
- Удео Срба у Босни и Херцеговини по општинама 1971. године
- Удео Хрвата у Босни и Херцеговини по општинама 1971. године

- Етнички састав Сарајева по насељима 1971. године
- Етнички састав Брчког по насељима 1971. године
- Етнички састав Брчког по насељима 1971. године
- Удео Муслимана у Брчком по насељима 1971. године
- Удео Хрвата у Брчком по насељима 1971. године
- Удео Срба у Брчком по насељима 1971. године

### Попис1981. године
Укупно становника: 4.124.008
- Муслимани: 1.629.924 (39,52%)
- Срби: 1.320.644 (32,02%)
- Хрвати: 758.136 (18,38%)
- Југословени: 326.280 (7,91%)
- Црногорци: 14.114
- Роми: 7.251
- Украјинци: 4.502
- Албанци: 4.394
- Словенци: 2.753
- Македонци: 1.892
- Мађари: 945
- Чеси: 689
- Италијани: 616
- Пољаци: 609
- Немци: 460
- Словаци: 350
- Јевреји: 343
- Румуни: 302
- Руси: 295
- Турци: 277
- Бугари: 180
- Русини: 111
- Аустријанци: 52
- Власи: 49
- Грци: 36
- остали: 629
- неизјашњени: 17.950
- регионално опредељени: 3.649
- непознато: 26.576

- Етнички састав Босне и Херцеговине по насељима 1981. године
- Етнички састав БиХ по општинама 1981. године
- Етнички састав Босне и Херцеговине по општинама 1981. године
- Етнички састав Босне и Херцеговине по општинама 1981. године
- Удео Муслимана у Босни и Херцеговини по општинама 1981. године
- Удео Срба у Босни и Херцеговини по општинама 1981. године
- Удео Хрвата у Босни и Херцеговини по општинама 1981. године

- Етнички састав Сарајева по насељима 1981. године
- Етнички састав Брчког по насељима 1981. године
- Етнички састав Брчког по насељима 1981. године
- Удео Муслимана у Брчком по насељима 1981. године
- Удео Хрвата у Брчком по насељима 1981. године
- Удео Срба у Брчком по насељима 1981. године

### Попис1991. године
Укупно становника: 4.377.033
Етнички састав (са више од 500 припадника):
- Муслимани: 1.898.963 (43,38%)
- Срби: 1.365.093 (31,19%)
- Хрвати: 759.906 (17,36%)
- Југословени: 242.032 (5,53%)
- Босанци: 10.727
- Црногорци: 10.048
- Роми: 8.864
- Албанци: 4.922
- Украјинци: 3.929
- Католици: 2.266
- Словенци: 2.190
- Македонци: 1.596
- Муслимани-Бошњаци: 1.496
- Бошњаци: 1.258
- Православци: 935
- Мађари: 893
- Бошњаци-Муслимани: 876
- Срби-Југословени: 765
- Италијани: 732
- Чеси: 590
- Пољаци: 526
- Муслимани-Босанци: 500
- остали: 7.644
- нису се изјаснили: 14.585
- непознато: 35.670

- Етнички састав Босне и Херцеговине по насељима 1991. године
- Етнички састав Босне и Херцеговине по насељима 1991. године
- Удео Муслимана у Босни и Херцеговини по насељима 1991. године
- Удео Срба у Босни и Херцеговини по насељима 1991. године
- Удео Хрвата у Босни и Херцеговини по насељима 1991. године
- Етнички састав БиХ по општинама 1991. године

- Етнички састав Босне и Херцеговине по општинама 1991. године
- Етнички састав Босне и Херцеговине по општинама 1991. године
- Удео Муслимана у Босни и Херцеговини по општинама 1991. године
- Удео Срба у Босни и Херцеговини по општинама 1991. године
- Удео Хрвата у Босни и Херцеговини по општинама 1991. године

- Етнички састав Босне и Херцеговине по општинама 1991. године (територијална организација из 2013. године)
- Етнички састав Босне и Херцеговине по општинама 1991. године (територијална организација из 2013. године)
- Удео Муслимана у Босни и Херцеговини по општинама 1991. године (територијална организација из 2013. године)
- Удео Срба у Босни и Херцеговини по општинама 1991. године (територијална организација из 2013. године)
- Удео Хрвата у Босни и Херцеговини по општинама 1991. године (територијална организација из 2013. године)

- Етнички састав Републике Српске по општинама 1991. године (територијална организација из 2013. године)
- Етнички састав Републике Српске по општинама 1991. године (територијална организација из 2013. године)
- Удео Срба у Републици Српској по општинама 1991. године (територијална организација из 2013. године)
- Удео Муслимана у Републици Српској по општинама 1991. године (територијална организација из 2013. године)
- Удео Хрвата у Републици Српској по општинама 1991. године (територијална организација из 2013. године)

- Етнички састав Сарајева по насељима 1991. године
- Етнички састав Сарајева по насељима 1991. године
- Удео Муслимана у Сарајеву по насељима 1991. године
- Удео Срба у Сарајеву по насељима 1991. године
- Удео Хрвата у Сарајеву по насељима 1991. године

- Етнички састав Брчког по насељима 1991. године
- Етнички састав Брчког по насељима 1991. године
- Удео Муслимана у Брчком по насељима 1991. године
- Удео Хрвата у Брчком по насељима 1991. године
- Удео Срба у Брчком по насељима 1991. године

Језички састав (са више од 500 припадника):
- босански: 1.631.991 (37,29%)
- српскохрватски: 1.160.962 (36,52%)
- српски: 824.871 (18,85%)
- хрватски: 588.099 (13,44%)
- хрватскосрпски: 61.165 (1,4%)
- југословенски: 11.575
- ромски: 10.422
- албански: 5.448
- бошњачки: 4.375
- српскохрватски и хрватскосрпски: 4.117
- украјински: 2.892
- муслимански: 2.545
- босанскохерцеговачки: 2.471
- словеначки: 1.843
- македонски: 1.597
- румунски: 1.173
- немачки: 952
- мађарски: 905
- русински: 700
- италијански: 600
- остали: 6.516
- неодређено: 4.501
- непознато: 41.743

Становништво према вероисповести (са више од 500 припадника):
- исламска: 1.871.882 (42,77%)
- православна: 1.286.828 (29,4%)
- римокатоличка: 593.908 (13,57%)
- католичка: 172.085 (3,93%)
- српска: 30.349
- гркокатоличка: 3.139
- хрватска: 2.924
- протестантска: 1.823
- исламскокатоличка: 515
- остали: 2.292
- верници који не припадају ниједној вероисповести: 1.092
- атеисти: 250.913 (5,73%)
- неопредељени: 95.031
- непознато: 64.252

### Попис2013. године
Укупно становника: 3.531.159
Агенција за статистику Босне и Херцеговине објавила је коначне резултате пописа становништва 1.7.2016. на основу спорне методологије по којој су у стално становништво убројани и држављани који више година живе и раде у иностранству што је у супротности са европским статистичким стандардима због чега Република Српска не признаје ове резултате као релевантне.
Етнички састав:
Етничке групе у БиХ (2013)
- Бошњаци: 1.769.592 (50,1%)
- Срби: 1.086.733 (30,8%)
- Хрвати: 544.780 (15,4%)
- остали: 130.054 (3,7%)

- Етнички састав Босне и Херцеговине по општинама 2013. године
- Етнички састав Босне и Херцеговине по општинама 2013. године
- Удео Бошњака у Босни и Херцеговини по општинама 2013. године
- Удео Срба у Босни и Херцеговини по општинама 2013. године
- Удео Хрвата у Босни и Херцеговини по општинама 2013. године

- Етнички састав Републике Српске по општинама 2013. године
- Етнички састав Републике Српске по општинама 2013. године
- Удео Срба у Републици Српској по општинама 2013. године
- Удео Бошњака у Републици Српској по општинама 2013. године
- Удео Хрвата у Републици Српској по општинама 2013. године

- Етнички састав Сарајева по насељима 2013. године
- Етнички састав Сарајева по насељима 2013. године
- Удео Бошњака у Сарајеву по насељима 2013. године
- Удео Срба у Сарајеву по насељима 2013. године
- Удео Хрвата у Сарајеву по насељима 2013. године

- Етнички састав Брчког по насељима 2013. године
- Етнички састав Брчког по насељима 2013. године
- Удео Бошњака у Брчком по насељима 2013. године
- Удео Срба у Брчком по насељима 2013. године
- Удео Хрвата у Брчком по насељима 2013. године

Језички састав:
Језик у БиХ (2013)
- Бошњачки: 1.866.585 (52,9%)
- Српски: 1.086.027 (30,8%)
- Хрватски: 515.481 (14,5%)
- остали: 63.066 (1,8%)

- Језички састав Босне и Херцеговине по општинама 2013. године
- Језички састав Босне и Херцеговине по општинама 2013. године
- Удео бошњачког језика у Босни и Херцеговини по општинама 2013. године
- Удео српског језика у Босни и Херцеговини по општинама 2013. године
- Удео хрватског језика у Босни и Херцеговини по општинама 2013. године

- Језички састав Републике Српске по општинама 2013. године
- Језички састав Републике Српске по општинама 2013. године
- Удео српског језика у Републици Српској по општинама 2013. године
- Удео бошњачког језика у Републици Српској по општинама 2013. године
- Удео хрватског језика у Републици Српској по општинама 2013. године

Верски састав:
Религија у БиХ (2013)
- исламска: 1.790.454 (50,7%)
- православна: 1.085.760 (30,7%)
- римокатоличка: 536.333 (15,2%)
- остали: 118.612 (3,4%)

- Верски састав Босне и Херцеговине по општинама 2013. године
- Верски састав Босне и Херцеговине по општинама 2013. године
- Удео муслимана у Босни и Херцеговини по општинама 2013. године
- Удео православаца у Босни и Херцеговини по општинама 2013. године
- Удео католика у Босни и Херцеговини по општинама 2013. године

- Верски састав Републике Српске по општинама 2013. године
- Верски састав Републике Српске по општинама 2013. године
- Удео православаца у Републици Српској по општинама 2013. године
- Удео муслимана у Републици Српској по општинама 2013. године
- Удео католика у Републици Српској по општинама 2013. године

Старосна структура:
Профил старосне структуре је:
| Године   | <14     | 15-24   | 25-54     | 55-64   | 65>     | Укупно    |
| -------- | ------- | ------- | --------- | ------- | ------- | --------- |
| Мушкарци | 287.720 | 264.343 | 912.051   | 234.704 | 191.556 | 1.890.374 |
| Жене     | 270.188 | 248.127 | 908.118   | 260.188 | 302.301 | 1.988.922 |
| Укупно   | 557.908 | 512.470 | 1.820.169 | 494.892 | 493.857 | 3.879.296 |

Средња старост:
| Мушкарци | 40 године   |
| Жене     | 42,4 године |
| Укупно   | 41,2 године |

Стопа раста становништва:
| Стопа раста становништва | -0,09% |

Очекивани животни вјек:
| Мушкарци | 75,42 година |
| Жене     | 82,77 година |
| Укупно   | 78,96 година |

Стопа фертилитета:
Стопа фертилитета:1,24 живорођене дјеце/мајка.